# (24922) Bechtel
(24922) Bechtel est un astéroïde de la ceinture principale.

## Description
(24922) Bechtel est un astéroïde de la ceinture principale. Il fut découvert le 4 mars 1997 à Socorro (Nouveau-Mexique) par le projet LINEAR. Il présente une orbite caractérisée par un demi-grand axe de 2,25 UA, une excentricité de 0,19 et une inclinaison de 5,5° par rapport à l'écliptique.

## Compléments